# Lycée Sainte-Élisabeth de Breslau

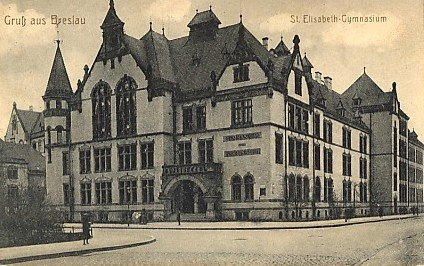
Le lycée Sainte-Élisabeth de Breslau en 1915

Le St. Elisabeth-Gymnasium (littéralement : lycée Sainte-Élisabeth) est un lycée classique prestigieux de Breslau en Silésie prussienne qui fut en activité du XIIIe siècle à 1945, date à laquelle la ville devint polonaise et sa population d'origine expulsée.

## Historique
L'école, placée sous le vocable de sainte Élisabeth, est fondée à l'initiative de la bourgeoisie de la ville en 1293 comme école préparant les garçons au trivium. L'évêque Jean Romka signe la charte de fondation le 12 août 1293, plaçant l'école auprès de la paroisse Sainte-Élisabeth. Elle fonctionne donc également comme école paroissiale avec des classes élémentaires. Sa réputation augmente au cours des ans et elle obtient le statut d'école latine (préparant à l'université) en 1497. L'école est dirigée entre autres par le fameux humaniste Laurentius Corvinus (1465-1527).
Ensuite la ville et la paroisse (avec Ambrosius Moibanus (de)) passent à la Réforme. Le premier recteur protestant est Andreas Winkler (de) à partir de 1525 qui est placé sous l'autorité du pasteur de la paroisse. Andreas Winkler reçoit aussi le droit des bourgmestres de la ville d'ouvrir une imprimerie en 1538. La même année l'école devient un Gymnasium (petit et grand lycée classique) avec enseignement en latin. Son appellation officielle est Lycée Sainte-Élisabeth. L'établissement s'installe en 1562 dans un nouveau bâtiment plus au nord.
Après que l'empire d'Autriche eut perdu la Silésie au profit du royaume de Prusse en 1742, l'établissement connaît une réforme sous le rectorat de Johann Kaspar Arletius qui est définitivement mise en vigueur en 1785. L'établissement compte parmi les écoles d'élite dans la seconde moitié du XIXe siècle. Fritz Haber, futur prix Nobel de chimie, y étudie.
En 1903, le lycée s'installe dans de nouveaux bâtiments construits à cet effet au 1-3 de l'Arletiusstraße, près de l'église du Saint-Sauveur et du Teichäcker Park.
Sous le Troisième Reich, l'établissement est renommé en „Elisabet-Oberschule für Jungen (Elisabeth sans "h"), c'est-à-dire école secondaire pour garçons « Elisabet ». Après le déclenchement de la guerre sur le front soviétique en 1941, l'école est transformée en hôpital militaire et les classes sont regroupées au König-Wilhelm-Gymnasium. Le 4 mai 1944, les petites classes sont évacuées à Glatz. En janvier 1945, devant l'avancée de l'Armée rouge, l'école est définitivement fermée. Le siège de Breslau est particulièrement sanglant. Plus de 70 % de la ville sont détruits. Les ruines de l'ancien gymnasium sont restaurées après la guerre. Les bâtiments servent aujourd'hui à l'institut de psychologie de l'université de Wroclaw (nouveau nom de Breslau).

## Élèves notables
- Johann Crato von Krafftheim (de) (1519–1585), médecin
- Thomas Rehdiger (de) (1540–1546), humaniste
- Nikolaus von Reusner (1545–1602), juriste
- Jan Jessenius (1566–1621), médecin, philosophe et homme politique
- Erhard Lauterbach (de) (1570–1649), théologien
- David von Schweinitz (de) (1600–1667), juriste et homme de lettres
- Friedrich Scultetus (de) (1602–1658), théologien
- Johann Philippi (de) (1607–1674), juriste
- Christian Hoffmann von Hoffmannswaldau (1616–1679), homme de lettres; bourgmestre de Breslau; Landeshauptmann (commandant) du prince-évêque de Breslau
- Johann Peter Titz (de) (1619–1689), pédagogue, poète, homme politique
- Angelus Silesius (1624–1677), théologien
- Martin Hanke (1633-1709), historien et recteur du lycée
- Johann Schmid (de) (1649–1731), théologien
- Andreas Acoluthus (de) (1654–1704), orientaliste, linguiste
- Gottfried Leonhard Baudis l'Ancien (de) (1683–1739), juriste
- Gottfried Balthasar Scharff (de) (1676-1744), théologien
- Karl Heinrich Lange (de) (1703–1753), théologien, pédagogue, bibliothécaire
- Ferdinand Julius Ernst Friedensburg (1824–1891), haut-bourgmestre de Breslau
- Adolf Warschauer (de) (1855–1930), historien
- Wilhelm Altmann (1862–1951), historien, critique musical
- Siegbert Tarrasch 1862–1934, joueur d'échecs
- Fritz Haber (1868–1934), prix Nobel de chimie
- Ernst Schwerin (de) (1869–1946), entrepreneur
- Eugene Spiro (1874–1972), peintre
- Helmut Berve (1896–1979), historien
- Eduard Williger (de) (1899–1932), philologue
- Erich Schlüter (de) (1903–1977), juge et homme politique
- Günther Küchenhoff (de) (1907–1983), juriste
- Heinz Adler (de) (1912–1990), homme politique